# Push and Shove
Push and shove —en español: Presionar y empujar— es el sexto álbum de estudio de la banda estadounidense No Doubt. Puesto a la venta el 21 de septiembre en algunos países y de manera global el 25 de septiembre de 2012 bajo el sello de Interscope Records.

## Antecedentes y desarrollo

### Grabación
El grupo entró al estudio de grabación en mayo del 2010 para comenzar con la grabación. Stefani dijo públicamente que buscaba terminar con el proyecto para diciembre de ese mismo año. El 4 de enero de 2011, Tom Dumont publicó en la web oficial de la banda que ellos se pasaron la mayor parte del 2010 grabando y escribiendo demos, y que las "reales" sesiones de grabaciones  había iniciado ese mismo día.

### Lanzamiento y promoción
No Doubt anunció el 4 de mayo de 2012 que el álbum en ese entonces "sin título" sería lanzado el 25 de septiembre de 2012. Un mes después, la banda anunció que el nombre del álbum sería  Push and shove.

### Sencillos
"Settle down", el primer sencillo del álbum, fue lanzado el 16 de julio de 2012 y recibió un éxito moderado, debutando y alcanzando el puesto #34 en el Billboard Hot 100. Una canción que lleva el título del álbum, "Push and Shove", incluye la colaboración de Busy Signal y Major Lazer, y fue lanzado como un sencillo promocional al mes siguiente. "Looking Hot" fue confirmado como el segundo sencillo oficial del álbum, y en breve tendrá su lanzamiento radial en Estados Unidos.

## Lista de canciones
Todas las canciones escritas por Gwen Stefani, Tony Kanal y Tom Dumont, con excepción de las señaladas:
- Edición estándar:

| Push and shove |                                                  |                                                                                     |          |  |
| N.º            | Título                                           | Escritor(es)                                                                        | Duración |  |
| 1.             | «Settle Down»                                    | Gwen Stefani, Tony Kanal, Tom Dumont                                                | 6:01     |  |
| 2.             | «Looking Hot»                                    | Stefani, Kanal, Dumont                                                              | 4:43     |  |
| 3.             | «One More Summer»                                | Stefani, Kanal, Dumont                                                              | 4:39     |  |
| 4.             | «Push and Shove» (con Busy Signal & Major Lazer) | Stefani, Kanal, Dumont, Reanno Gordon, Thomas Pentz, David Taylor, Ariel Rechtshaid | 5:07     |  |
| 5.             | «Easy»                                           | Stefani, Kanal, Dumont                                                              | 5:10     |  |
| 6.             | «Gravity»                                        | Stefani, Kanal, Dumont                                                              | 4:25     |  |
| 7.             | «Undercover»                                     | Stefani, Kanal, Dumont                                                              | 3:32     |  |
| 8.             | «Undone»                                         | Stefani, Kanal, Dumont                                                              | 4:38     |  |
| 9.             | «Sparkle»                                        | Stefani, David Stewart, Dumont                                                      | 4:08     |  |
| 10.            | «Heaven»                                         | Stefani, Kanal, Dumont                                                              | 4:06     |  |
| 11.            | «Dreaming the Same Dream»                        | Stefani, Kanal, Dumont                                                              | 5:27     |  |
| 51:50          |                                                  |                                                                                     |          |  |

| Bonus track japonés |                                   |              |          |  |
| N.º                 | Título                            | Escritor(es) | Duración |  |
| 12.                 | «Settle down» (Jonas Quant remix) |              | 4:33     |  |

- Edición especial y limitada:[21]

| Push and shove: Edición deluxe |                                        |                    |          |  |
| N.º                            | Título                                 | Escritor(es)       | Duración |  |
| 1.                             | «Stand and deliver»                    | A. Ant, M. Pirroni | 3:22     |  |
| 2.                             | «Settle down» (Versión acústica)       |                    | 4:03     |  |
| 3.                             | «Looking hot» (Versión acústica)       |                    | 4:21     |  |
| 4.                             | «One more summer» (Versión acústica)   |                    | 4:20     |  |
| 5.                             | «Easy» (Versión acústica)              |                    | 4:48     |  |
| 6.                             | «Looking hot» (Jonas Quant remix)      |                    | 4:49     |  |
| 7.                             | «One more summer» (Jonas Quant remix)  |                    | 4:36     |  |
| 8.                             | «Push and shove» (Anthony Gorry remix) |                    | 5:34     |  |
| 35:50                          |                                        |                    |          |  |

## Posicionamiento en listas
| País          | Listas (2012)                  | Mejor posición |
| ------------- | ------------------------------ | -------------- |
| Alemania      | German Albums Chart            | 11             |
| Australia     | Australian Albums Chart        | 8              |
| Bélgica       | Belgian Albums Chart (Flandes) | 78             |
| Bélgica       | Belgian Albums Chart (Valonia) | 46             |
| Escocia       | Scottish Albums Chart          | 18             |
| Irlanda       | Irish Albums Chart             | 23             |
| Nueva Zelanda | New Zealand Albums Chart       | 11             |
| Países Bajos  | Dutch Albums Chart             | 28             |
| Reino Unido   | UK Albums Chart                | 16             |